# Honold vom Luchs (Patriziergeschlecht)

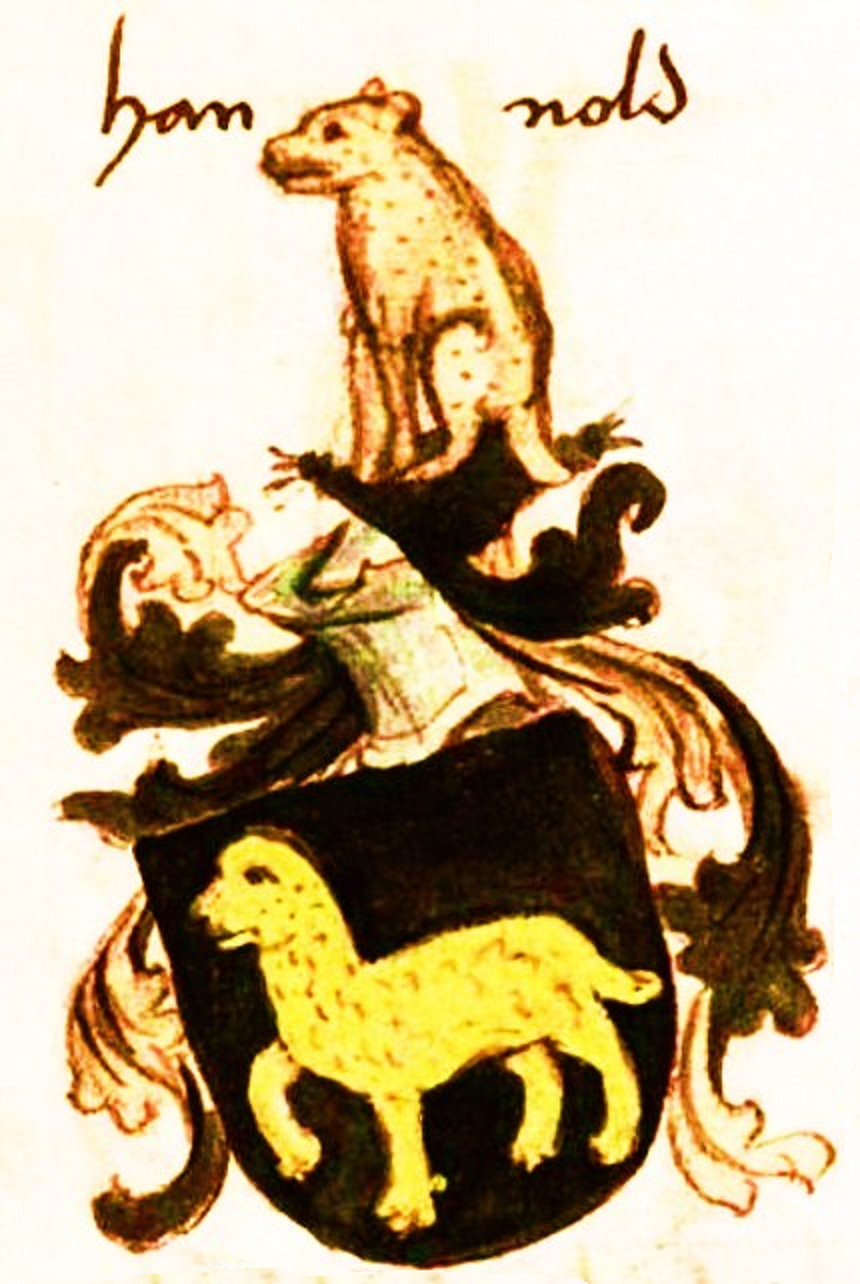
Wappen der Honold vom Luchs – Augsburger Chronik, um 1457–1487

Die Familie Honold vom Luchs ist ein altes Kaufbeurer Patriziergeschlecht des 14.–17. Jahrhunderts. Neben ihr gab es in Kaufbeuren auch die Honolde von der Taube. Der Zusammenhang zwischen beiden Geschlechtern ist nicht erforscht.

## Generation 1

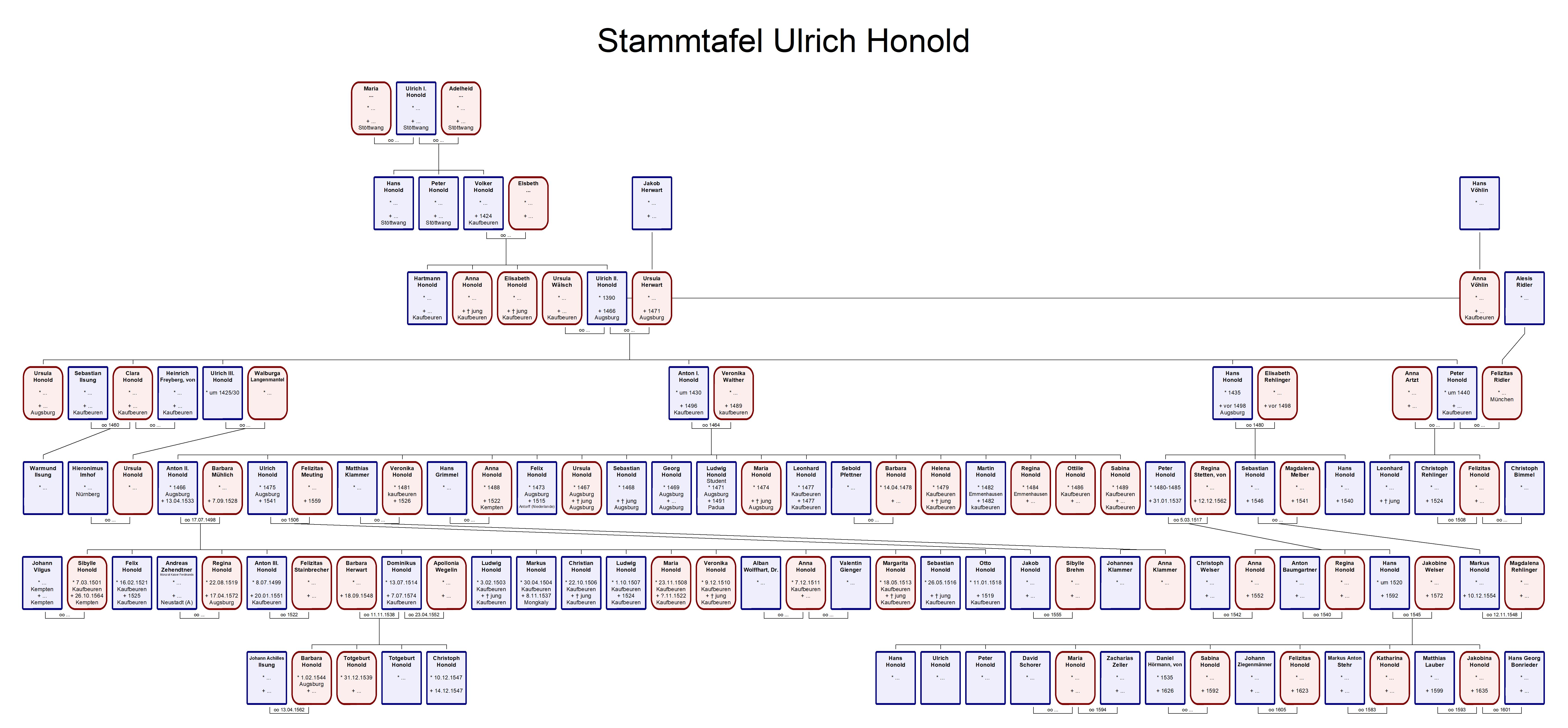
Stammtafel Ulrich Honold

Der Stammvater der Honolde vom Luchs ist Ulrich I. Die Familienchronik bezeichnet ihn als den „ältesten Honold“. Erstmals ist er neben einem Conrad Honold in einer Urkunde vom 7. Februar 1349 als Zeuge nachweisbar: „Vlrich vnd Chvnrat die Hunolt, gesessen ze Stetwanch“. Er habe in Stöttwang „Gericht, Burgstall, Holtz, markt, Veldt, Wäldt und Mähder“ besessen. Weil das Kloster Stöttwang aber bis 1692 ein Besitz des Fürststifts Kempten war, kann der Ort nur ein Lehen gewesen sein, in dem Ulrich grundherrliche Rechte besaß. Begütert war er aber auch in anderen Orten der näheren und weiteren Umgebung. 1361 erwarb er den Zehnten aus drei Höfen in Westendorf. Zusammen mit seinen beiden Gattinnen aus 1. und 2. Ehe, Maria und Adelheid, fand Ulrich in der Stöttwanger Kirche in oder nahe dem Vorzeichen seine letzte Ruhestätte.

## Generation 2
In Stöttwang sind auch zwei Söhne von Ulrich I. begraben, Peter und Hans. Letzterer ist möglicherweise identisch mit dem gleichnamigen Augsburger Stadtvogt Hans Honold (1393–1397). Das väterliche Erbe übernahm der 3. Sohn Volker (Völk, Felk) Honold. Er wird 1385 in Kaufbeuren als Bürger genannt und bekleidete dort wichtige Ämter. Zwischen 1402 und 1413 war er wiederholt Bürgermeister und Spitalpfleger. Volker, der einmal als Handelsmann bezeichnet wird, stiftete 1409 eine Ewige Messe auf den Marienaltar in der Kaufbeurer Stadtpfarrkirche St. Martin.
Von seiner Frau Elsbeth, einer Tochter des Kunz Jakob, bekam Volker vier Kinder. Der älteste Sohn Hartmann und zwei Töchter starben aber in jungen Jahren ohne Nachkommen. Die Geschwister wurden in der neuen Honoldischen Grablege unter dem Vorzeichen der Martinskirche bestattet. Auch die Eltern sind hier begraben worden, Volker im Jahre 1424.

## Generation 3
Seinen Fortbestand verdankt das Geschlecht Volkers Sohn Ulrich II. Honold, der erstmals 1409 urkundlich erwähnt wird. Er dürfte um 1390 zur Welt gekommen sein und hat sich in erster Ehe mit Ursula Wälsch aus Kaufbeuren verehelicht. Nach ihrem frühen Tod nahm Ulrich die Anna Vöhlin, Tochter des Memminger Ratsherrn Hans Vöhlin, zur Ehefrau. Sie starb noch vor 1430, denn in diesem Jahr unternahm Ulrich mit seiner dritten Frau Ursula Herwart, aus dem Augsburger Patriziat, eine Wallfahrt zum Kloster Stams in Tirol. Vor allem die beiden letzten Ehen zeigen den gesellschaftlichen Aufstieg Ulrichs. 1439/40 erwarb er das Bürgerrecht in Augsburg und es ist zu vermuten, dass er sich zusammen mit seiner Verwandtschaft am gewinnbringenden Fernhandel beteiligt hat. So war es ihm möglich, seinen Besitz in und um Stöttwang bedeutend auszubauen. Insbesondere durch den Kauf der Herrschaft Emmenhausen vergrößerte er seinen Grundbesitz. Weitere Erwerbungen waren:
- 1422 der Kirchensatz und der Widumhof in Schwäbishofen
- 1432 ein Acker zu Lörun bei Ummenhofen
- 1433 das Dorfgericht zu Lengenfeld
- 1445 ein Gut in Reichenbach, das er gegen seine Mühle in Frankenhofen eintauscht
- 1445 Güter zu Engratshofen und Krämoos mit dem Gericht
- 1451 1 2/3 Höfe zu Thalhofen, die er zuvor schon als Lehen hatte
- 1451 zwei Höfe zu Stöttwang, das Gut Reichenbach, das Gut Holbratshofen und Teile des Kaiwaldes als Lehen
- 1451 ein lehenbarer Zehnt zu Stöttwang als Eigentum
- 1453 das große Gut Koneberg

Außerdem gehören ihm 1553 noch ein Hof in Lengenfeld und einer 1460 in Unterostendorf.
Ulrich Honold erwies sich als großer Gönner der Kaufbeurer St. Martinskirche. Als bei einem Bau das Geld auszugehen drohte und das Gotteshaus deshalb um ein Joch verkürzt werden sollte, ließ Ulrich diesen Bauabschnitt auf seine Kosten ausführen. Auch die beiden Gewölbe „zu forderst in der Abseiten ob unser Frauen und S. Niklas altar“ hat er bezahlt. Außerdem gab er eine gemalte Tafel in Auftrag und stiftete ein „geschmelztes“ Fenster und zwei Kirchenstühle mit dem Familienwappen. Dazu spendete er einen karminroten Samt zum Ornat, viele Messgewänder und Chormäntel. Des Weiteren verordnete er eine Predigerstelle, in der Meinung, dass di Stummende Ceremonien one Leer und verstandt kein nutz und frucht, sonder vil mehr aber glauben bringen und erwecken.
Die beiden ersten Ehen des Ulrich blieben ohne Nachkommen und auch seine dritte Frau schenkte ihm zunächst keine Kinder. Da unternahm Ulrich, wie es in der Familienchronik heißt, einen Ritt nach Kloster Stams und flehte die Muttergottes an, sie möge ihm Erben geben, wobei er ihr einen Schuldbrief über 50 Gulden in die Hand drückte. Tatsächlich wurde die Gattin nach seiner Rückkehr schwanger und gebar ihm nacheinander sechs Kinder.
Chronik des Klosters Stams: „Hoc etiam anno 1430 dominus Ulricus Haunold, consul de Kaufpeüren, et Ursula, uxor sua, ob praeclara eorum merita sua erga nos, recepti sunt in confraternitatem nostram“.
Ulrich starb im Jahre 1466, fünf Jahre vor seiner Ehefrau. Beide wurden in der von ihnen gestifteten Kapelle zu St. Moritz in Augsburg begraben.

## Generation 4
Unter den Kindern des Ulrich II. waren vier Söhne: Ulrich III., Anton I., Hans I. und Peter I.
- Ulrich III., zwischen 1425 und 1430 geboren, dürfte andauernd in Augsburg gelebt haben. Er war verehelicht mit der Patrizierin Walburga Langenmantel vom Sparren, von der er eine Tochter Ursula hatte. Diese heiratete später mit Hieronymus Imhoff in ein altes Nürnberger Patriziergeschlecht ein.

- Anton I., um 1430 geboren, wuchs in Augsburg auf und heiratete in der dortigen Bürgerstube am 16. November 1464 Veronika, die Tochter des reichen Handelsherren Ulrich Walther.[6] 1477/78, so berichtet die Familienchronik, ist Anton wegen der „Schwarzschen Wirren“ nach Kaufbeuren übergesiedelt und hatte hier ein Haus in der Kaiser-Max-Straße. Weil er unter dem Portal der Kaufbeurer Martinskirche 1496 bestattet wurde, ist er anscheinend ganz hier geblieben und hat den umfangreichen Grundbesitz der Familie in und um Kaufbeuren verwaltet. Zwei seiner Kinder sind 1482 und 1484 in Emmenhausen geboren.

- Hans I. kam 1435 zur Welt. Wie sein Bruder Ulrich III. lebte er wohl andauernd in Augsburg, wo er ab 1480 mit der Patrizierin Elisabeth Rehlinger verheiratet war. Beide starben wahrscheinlich vor 1498. Sie hinterließen die Söhne Peter II., Sebastian und Hans II.

- Der vierte und vermutlich jüngste Sohn hieß Peter I. Er dürfte um 1440 geboren sein. Wie sein Bruder Anton I. verließ er Augsburg und erwarb bis 1487 das Bürgerrecht in Kaufbeuren, wo er ein Haus besaß. Peter war zweimal verheiratet, zunächst mit der Augsburger Patrizierin Anna Arzt, dann mit Felizitas (oder Benigna[7]) Ridler. Aus beiden Ehen hatte Peter als männlichen Nachkommen nur einen Sohn Leonhard, der aber jung verstarb und somit für die Stammlinie keine Bedeutung hat. Peter Honold muss in Kaufbeuren eine sehr einflussreiche Person gewesen sein. Die Familienchronik vermerkt stolz, dass er (und sein Bruder Anton) Kaiser Friedrich bei seinem Besuch in Kaufbeuren begrüßen durften. Weil 1502 Peters zweite Frau sich wieder verheiratete, muss ihr Mann kurz zuvor gestorben sein.

Wenn es um die Verwaltung des väterlichen Erbes ging, handelten die vier Brüder zunächst sehr oft gemeinsam und versuchten durch Ankäufe den Besitz abzurunden. Insbesondere lag ihnen der Ausbau ihrer Herrschaft Emmenhausen am Herzen. Ab 1474 begannen sie, mit großen Unkosten ihr „Schloß“ Emmenhausen neu aufzubauen. 1480 waren diese Arbeiten offenbar beendet. Als letzte gemeinsame Aktion wurde von den Brüdern 1488 die Emmenhausener Pfarrkirche St. Ulrich neu gebaut.

## Generation 5
Der gemeinsame Besitz der inzwischen verzweigten Familie Honold war beträchtlich. Neben zerstreut liegenden Gütern in der Region nordöstlich von Kaufbeuren konzentrierte sich ihr Besitz auf die Dörfer Koneberg und Linden sowie auf Emmenhausen und Bronnen. Auch Gutenberg gehörte dazu. Diese Herrschaft hatten die Honolde in der 2. Hälfte des 15. Jahrhunderts erkauft.
Nach dem Tod von Ulrich III., Anton I. und Hans I. kam es bald vor 1501 zu einer Erbteilung zwischen dem noch lebenden Bruder Peter I. und den Söhnen seiner verstorbenen Geschwister, so dass es nun zwei Linien der Honolde vom Luchs gab.

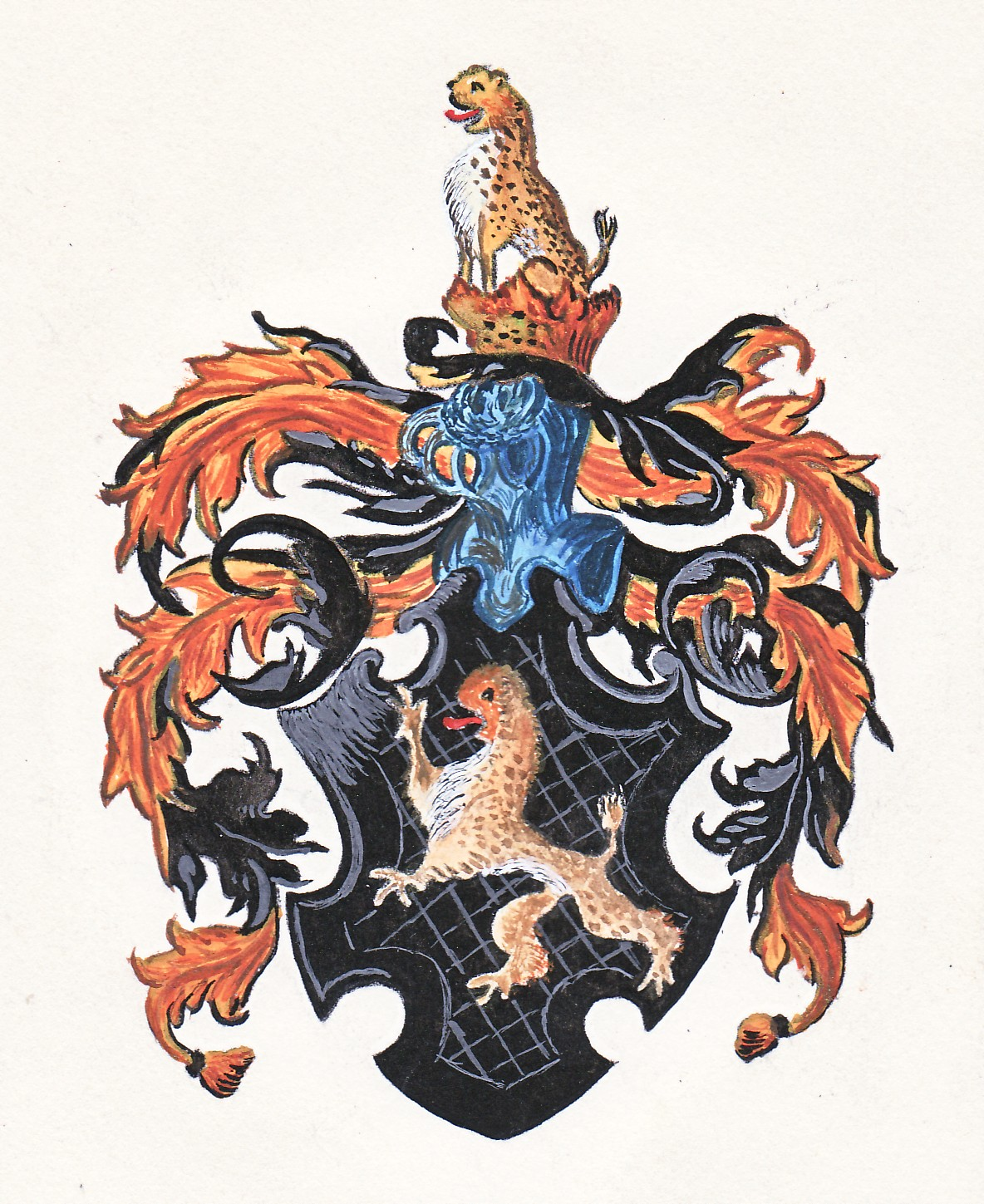
Wappen der Honold vom Luchs –Stil der Renaissance

### Linie Koneberg
Bei dieser Erbteilung fielen die kleinen Herrschaften Gutenberg und Koneberg samt Linden an die Erben des Anton I. Bekannt sind drei Töchter, Anna, verheiratet mit Hans Grimmel, Ratsherr in Kempten, Barbara, verheiratet mit dem Matthias Klammer, Bürgermeister in Kaufbeuren, und Veronika, verheiratet mit Sebold Pfettner auf Pürgen, sowie folgende Söhne:
- Felix starb bereits vor 1515 und scheint unverheiratet gewesen zu sein.
- Ulrich, 1475 geboren und verheiratet mit Felizitas Meuting, wurde ausbezahlt. Die Familienchronik berichtet, dass er einen Sohn Jakob hatte.
- Anton II. kam 1466 in Augsburg zur Welt und heiratete in der dortigen Bürgerstube die Barbara Mülich, die Tochter des Hektor Mülich. Danach zog er nach Kaufbeuren, wo er 1533 im honoldischen Begräbnis unter dem Portal der St. Martinskirche seine letzte Ruhestätte fand.

Als seine Frau Barbara, eine überzeugte Anhängerin der evangelischen Lehre, fünf Jahre zuvor gestorben war, gab es hingegen Probleme mit ihrer Grablege. Der Rat der Stadt verweigerte ihr das honoldische Erbbegräbnis bei St. Martin und forderte, dass sie im allgemeinen Friedhof bestattet werde. Für diesen Fall hatte die Verstorbene zu Lebzeiten bestimmt, dass sie im Garten ihres Hauses vor dem Rennweger Tor begraben werde, was auch geschah.

### Linie Emmenhausen
Als die erwähnte Erbteilung stattfand, war aus der 4. Generation nur noch Peter I. am Leben. Er hatte außer dem verstorbenen Sohn auch eine Tochter Felizitas, die in erster Ehe den Christoph Rehlinger heiratete und dabei wohl vom Erbe ausbezahlt wurde: So fiel der Emmenhausener Besitzkomplex an die Söhne von Hans I.
- Peter II. ist um 1480 zur Welt gekommen und heiratete 1517 in der Herrenstube zu Augsburg die Regina von Stetten. 1525 kaufte er noch zwei Höfe in Bronnen dazu und 1534 zusammen mit dem Bruder Hans das Witwengut seiner Tante Felizitas, die sich nach dem Tode ihres ersten Ehemannes noch einmal verheiratete. Es bestand aus dem Dorfgericht in Lengenfeld samt zwei Höfen, einem Gut und einer Hube. Peter segnete schon 1537 das Zeitliche, seine Frau erst 1562.

- Hans II. blieb ledig. Er hat seinen Bruder Peter nur um drei Jahre überlebt.

- Sebastian, vermutlich der jüngste der Brüder, hat dagegen 1526 die Magdalena Melber geehelicht und mit ihr einen Sohn Markus (Marx) bekommen. Auch Sebastian wurde nicht sehr alt. Nach seinem Ableben, 1546, kam es zwischen der Witwe des Peter und Sebastians Sohn Markus zu einem Prozess um das honoldische Erbe. Der Streit wurde erst entschieden, nachdem auch Markus schon 1554 tot war.

## Generation 6

### Linie Koneberg
Anton II. brachte es mit 15 Söhnen und Töchtern auf eine zahlreiche Nachkommenschaft, von der jedoch viele Kinder jung oder in jungen Jahren starben. Beerbt haben ihn schließlich:
- Sibylle, geboren 1501 und gestorben 1564, verheiratete sich mit dem Kemptener Handelsherrn Johann Vilgus.
- Anna, geboren 1511, vermählte sich um 1530 mit dem Memminger Apotheker und Ratsherrn Dr. Alban[13] Wolffhart. Sie erhielt als Heiratsgut den halben Anteil an der Herrschaft Gutenberg, verkaufte ihn aber bereits 1537 an Georg Hörmann von Kaufbeuren und bis 1545 veräußerten auch die anderen Erben ihre Anteile an ihn.
- Regina, geboren 1519, soll „schön und lang“ gewesen sein. Sie verheiratete sich mit Andreas Zechendtner, dem Münzrat Kaiser Ferdinands. Sie starb 1572 in Augsburg und wurde dort in der honoldischen Begräbniskapelle bei St. Moritz begraben.
- Anton III., der erste Sohn, kam 1499 in Kaufbeuren zur Welt. Von ihm wird berichtet, dass er eine „schene gerade und fast lannge Person“ war mit „guts verstandts und geschicklichkeit“. Er trat in die Dienste des evangelischen Kurfürsten 
Johann Friedrichs von Sachsen und sei von ihm „Lieb und wert“ gehalten worden. Nachdem sich Anton in Kaufbeuren zur Ruhe gesetzt hatte, wurde er hier Bürgermeister. 1551 starb er.
- Dominikus, der zweite Sohn ist im Jahre ist 1514 in Kaufbeuren geboren. Er nannte sich Herr zu Koneberg und Linden. 1538 hat er in Augsburg die Barbara Herwart geheiratet und wurde noch in diesem Jahr in das Augsburger Patriziat aufgenommen. Später wurde er vom Kaiser Maximinilian in den erblichen Adelsstand erhoben.

Dominikus hat 1545 das „Schloss“ in Koneberg und 1562 das „Schlosß oder Herrenhaus“ in Linden erbauen lassen. Außerdem konnte er seinen Besitz um das Dorf Ummenhofen vergrößern.
Bereits 1548 ist seine Frau Barbara gestorben und in Augsburg zur letzten Ruhe gelegt worden. Vier Jahre danach hat der Witwer dann noch die gleichfalls verwitwete Apollononia Stecklin, eine geborene Wegelin, geehelicht. Diese Verbindung blieb kinderlos.
Dominikus hat die von seinem Vater begonnene Familienchronik bis 1571 fortgeführt. Ein Nachtrag vermeldet sein Ableben für das Jahr 1574. Er sei geduldig und ruhig entschlafen und in Kaufbeuren begraben worden.

### Linie Emmenhausen
Von Peter II. und seiner Frau Regina von Stetten sind drei Kinder bekannt.
- Regina heiratete 1540 den Augsburger Patrizier Anton Baumgartner und starb wahrscheinlich schon 1548.[14]

- Anna dürfte sich nach Ausweis der Augsburger Hochzeitsbücher ebenfalls in der dortigen Herrenstube verehelicht haben und zwar 1542 mit Christoph Welser. Auch sie ist nach nur zehnjähriger Ehe 1552 gestorben.[15]

- Hans III. dagegen, um 1520 geboren, hatte ein sehr langes Leben. Er heiratete 1545 durch seine Frau Jakobine Welser in die Finanzaristokratie ein. Seinen Hauptwohnsitz hatte er sicherlich in Augsburg, wo er das Bürgerrecht hatte und nach seinem Vetter Dominikus auch in den Großen Rat aufgenommen wurde. Wie der Vetter wurde er geadelt und nannte sich Hans Honold von Emmenhausen, Lengenfeld und Bronnen.

Hans hat sich aber auch sehr um seine Herrschaft im Ostallgäu gekümmert. 1557 verfasste er „mit eigen Handen“ ein Strafbüchlein, in dem das Strafmaß bei Verfehlungen der Untertanen festgelegt wurde. Darüber hinaus vergrößerte er die Herrschaft durch den Zukauf von verschiedenen Gütern in Emmenhausen und der Umgebung. Nicht weniger als 16 urkundliche Belege sind noch erhalten.
Das Jagdrecht stand seit der Wildbannverleihung im Jahre 1059 dem Bischof von Augsburg zu. Deswegen kam es zu Differenzen mit dem Hochstift, weil Hans einen Vogelherd auf dem ehemaligen Burgstall in Emmenhausen beanspruchte. Der Rechtsstreit, der 1574 sogar an das kaiserliche Reichskammergericht in Speyer gelangte, wurde schließlich dadurch bereinigt, dass dem Honold gegen eine Abgabe die Erlaubnis zur Errichtung von zwei Vogelherden erteilt und das Mitjagdrecht auf Hasen, Füchse und Rehe in einem bestimmten Bezirk eingeräumt wurde.
Als Student war Hans Honold ein Tischgenosse Martin Luthers und deshalb wurde er ein überzeugter Anhänger der neuen Lehre, die er durch die Aufnahme lutherischer Prädikanten auch in seiner Herrschaft Emmenhausen einführte. 1592 ist Hans gestorben, 20 Jahre nach seiner Frau Jakobine.

## Generation 7
In der 7. Generation erlosch das Geschlecht der Honolde vom Luchs in der Stammlinie. Die letzten Vertreter der Familie waren:

### Linie Koneberg
Dominikus Honold hatte vier Kinder, von denen aber drei entweder tot zur Welt kamen oder ganz jung wieder verstarben. Nur die Tochter Barbara wuchs heran und ehelichte den kaiserlichen Rat Johann Achilles Ilsung. Mit ihrem Tod erlosch die honoldische Linie zu Koneberg und Ummenhofen.

### Linie Emmenhausen
Hans III. Honold hatte drei Söhne, die alle wenige Jahre nach des Vaters Tod – wahrscheinlich 1601 – in Venedig „mit todt abgegangen“ sind. So blieben als Erbinnen für den großen Besitz des Vaters nur seine sieben Töchter. Von ihnen haben geheiratet:
- Sabina nahm 1581 den Daniel Hörmann (1535–1626) zum Mann. Er war ein Sohn des Georg Hörmann, der bis 1545 das Dorf Gutenberg von Mitgliedern der honoldischen Linie in Koneberg erworben hatte. Sabina starb bereits 1592.
- Maria war in erster Ehe mit David Schorer aus Augsburg verheiratet. Nach dessen Tod ehelichte sie 1594 den Zacharias Zeller, ein Mitglied der Kaufbeurer Herrenzunft.
- Katharina verheiratete sich 1583 mit Markus Anton Stehr.
- Felizitas heiratete 1605 den Witwer Dr. Johann Ziegenmänner von Speyer.[20] Nachdem die Herrschaft Emmenhausen verkauft worden war, ermahnte sie die Untertanen in Emmenhausen, evangelisch zu bleiben oder auszuwandern. Felizitas starb 1623.
- Jakobina verehelichte sich in erster Ehe 1593 mit Matthias Lauber († 1599) und 1601 mit dem Kaufbeurer Advokaten Dr. Hans Jörg Bonrieder, der danach die Verwaltung der Herrschaft Emmenhausen übernahm. 1609 verkaufte er sie an das Kloster Hl. Kreuz in Augsburg. Jakobina starb 1635.